# ميت جنسن
ميت جنسن (28 مايو 1987 - ) هي مدربة كرة قدم ولاعبة كرة قدم دانمركية في مركز الوسط. شاركت مع منتخب الدنمارك لكرة القدم للسيدات. أما مع النوادي، فقد لعبت مع Fortuna Hjørring ‏.

## وصلات خارجية
- ميت جنسن على موقع الاتحاد الأوربي (الإنجليزية)
- ميت جنسن على موقع قاعدة بيانات كرة القدم.إي يو (الإنجليزية)
- ميت جنسن على موقع عالم كرة القدم.نت (الإنجليزية)